# Ferrari FXX

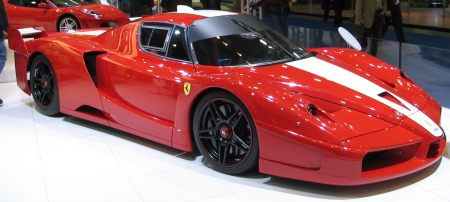
Ferrari FXX

Ferrari FXX är en bilmodell tillverkad av Ferrari som endast producerats i 31 exemplar. Den är en banbil och är alltså inte gjord för framförande på allmänna vägar. Alla exemplar av bilen såldes på förhand till utvalda tidigare ferrarikunder, däribland formel 1-föraren Michael Schumacher. 

## Förbättringar jämfört med Ferrari Enzo
Ferrari FXX är en uppgraderad och bananpassad version av den lite vanligare (399 tillverkade exemplar) Ferrari Enzo. 
Exempel på förändringar:
- Cylindervolymen har ökats från 5 988 till 6 262 cm³
- Effekten har ökats från 660 till 800 hästkrafter
- Växlingstiden har minskats från 150 till 100 millisekunder
- Omfattande aerodynamiska förändringar har gjorts; luftnedåttrycket (downforce) har ökats med 40% jämfört med Enzon
- FXX har en avancerad informationslagringsenhet som lagrar och sänder uppgifter om bilens agerande på banan

## Syfte
Ferrari utvecklade bilen som en testplattform med vilken dess köpare kunde sända information rörande bilens beteende på banan till Ferraris testgrupp. Denna information ska sedan användas av Ferrari i utvecklandet av deras framtida bilar. På grund av detta tilläts endast personer som körde mycket banracing att köpa bilen.

## Service
Priset må vara högt men om man betalar det ingår ett fullt servicepaket från Ferraris sida. Om du vill köra den på en viss bana i världen får du FXX:en levererad till den banan inom 48 timmar. När du inte vill köra den står den i ett Ferraristall och blir omskött. 

## Specifikationer
- Motor: 6 262 cm³ V12
- Effekt: 800 hästkrafter
- Vikt: 1155 kilogram
- Effekt/vikt-förhållande: 693 hästkrafter/ton
- Växlingstid: 100 millisekunder
- Acceleration: 0-100 km/h: mindre än 3 sekunder
- Pris: 1,5 miljoner euro